# Никольский сельсовет (Оренбургский район)
Никольский сельсовет — сельское поселение в Оренбургском районе Оренбургской области Российской Федерации.
Административный центр — село Никольское.

## История
24 сентября 2004 года в соответствии с законом Оренбургской области № 1472/246-III-ОЗ образовано сельское поселение Никольский сельсовет, установлены границы муниципального образования.

## Население
| 2010  | 2012  | 2013  | 2014  | 2015  | 2016  | 2017  |
| ----- | ----- | ----- | ----- | ----- | ----- | ----- |
| 1143  | ↗1153 | ↘1145 | ↗1167 | ↗1213 | ↗1247 | ↘1237 |
| 2018  | 2019  | 2020  | 2021  |       |       |       |
| ↘1236 | ↘1222 | ↘1191 | ↘1144 |       |       |       |

## Состав сельского поселения
| № | Населённый пункт | Тип населённого пункта       | Население |
| - | ---------------- | ---------------------------- | --------- |
| 1 | Никольское       | село, административный центр | ↘1144     |